# Gar
Gar (chữ Tạng: སྒར་རྫོང་; Wylie: sgar rdzong; ZWPY: Gar Zong; tiếng Trung: 噶尔县; bính âm: Gá'ěr Xiàn, Hán Việt: Cát Nhĩ huyện) là một huyện của địa khu Ngari (A Lý), khu tự trị Tây Tạng, Trung Quốc.

### Trấn
- Sư Tuyền Hà (狮泉河镇)

### Hương
- Côn Sa (昆沙乡)
- Tả Tả (左左乡)
- Môn Thổ (门土乡)
- Trát Tây Cương (扎西岗乡)